# Ekaterina Aleksandrovna Jur'evskaja
Altezza serenissima Ekaterina Aleksandrovna Jur'evskaja, (in russo: Екатерина Александровна Юрьевская) (San Pietroburgo, 9 settembre 1878 – Hayling Island, 22 dicembre 1959), era la figlia illegittima di Alessandro II di Russia e della sua amante (e poi moglie) Ekaterina Michajlovna Dolgorukova. Nella sua famiglia era conosciuta come Katia.

## Biografia

### Primi anni
La madre di Ol'ga, Ekaterina Michajlovna Dolgorukova, incontrò lo zar Alessandro II, quando visitò l'Istituto Smol'nyj nell'autunno del 1864. Divenne la sua amante nel luglio 1866, nonostante la resistenza iniziale.
La loro relazione provocò un grande scandalo a corte, con l'erede di Alessandro, lo zarevic Nikolaj, completamente ostile. Lo zar gli promise che l'avrebbe sposata non appena egli sarebbe stato "libero", cioè quando la moglie, la zarina Maria Alexandrovna, sarebbe morta.
Nel 1878 Alessandro conferì ai figli avuti di Ekaterina il nome di "Jur'evskij", iniziando a preferirla ai figli legittimi. Quando i gruppi rivoluzionari, come il movimento Nichilista aumentarono il loro potere, la "prima famiglia" dello zar, così come la principessa e i loro figli, vennero strasferiti al Palazzo d'Inverno per motivi di sicurezza, dove le loro camere erano, si dice, direttamente sopra a quella della zarina morente.

### Legittimazione
La zarina morì l'8 giugno 1880. Alessandro sposò Ekaterina un mese dopo in un segreto, alla presenza di cinque testimoni, anche se nessuno apparteneva alla famiglia imperiale. Il matrimonio fu pesantemente criticato. Ekaterina prese il titolo di principessa Romanovskaja-Jur'evskija e lo status di Altezza Serenissima, per sé e per i suoi figli.
Suo padre è stato assassinato nel marzo 1881, quando aveva tre anni, e da allora in poi ha vissuto con la madre, il fratello di Georgij e la sorella Ol'ga, in Francia.
La madre di Ekaterina acquistò una casa a Parigi e sulla Costa Azzurra. Nel 1891, acquistò una casa a Nizza, che chiamò Villa Georges. In Francia, la famiglia era in grado di permettersi una ventina di servi e una carrozza ferroviaria privata.

## Matrimoni

### Primo Matrimonio
Sposò, il 18 ottobre 1901 a Biarritz, il principe Aleksandr Vladimirovič Barjatinskij (1870-1910). Ebbero due figli:
- Andrej Aleksandrovič (2 agosto 1902-1931)
- Aleksandr Aleksandrovič (24 marzo 1905-1992)[9]

### Secondo Matrimonio
Sposò, il 6 ottobre 1916 a Jalta, il principe Sergej Platonovič Obolenskij (1890-1978), figlio del generale Platon Sergeevič Obolenskij. Il suo nuovo marito combatté nell'armata bianca durante la guerra civile russa.
La madre di Ekaterina morì nel 1922, lasciandole solo la sua casa a Nizza, la Villa Georges. Le altre case a Parigi, a Neuilly e a Biarritz erano state vendute per estinguere i debiti. Nello stesso anno, suo marito la lasciò per Alice Astor, la figlia di John Jacob Astor IV. Dopo il divorzio nel 1923, Ekaterina divenne una cantante professionista, con un repertorio di circa duecento canzoni in inglese, francese, russo e italiano.

## Morte
Nel 1932, acquistò una casa chiamata "The Haven", a Hayling Island, che scelse per il suo clima, siccome lei soffriva di asma. Il 29 novembre 1934 ha partecipato al matrimonio a Westminster Abbey della sua pronipote, principessa Marina di Grecia e Danimarca con il principe Giorgio, duca di Kent. Per molti anni è stata aiutata con degli assegni da parte della regina Mary, la vedova di re Giorgio V, ma dopo la morte della regina rimase quasi senza un soldo e iniziò a vendere i suoi beni.
Andò a vivere in una casa di cura a Hayling Island e vi morì il 22 dicembre 1959. Fu sepolta il 29 dicembre nel cimitero di St Peter's, Northney, con una cerimonia in rito anglicano. Solo due membri della famiglia hanno partecipato al suo funerale, il suo ex marito e suo nipote, il principe Aleksandr, figlio di suo fratello Georgij.
Nel 1961, una donna di Bramley, di nome Olga Maria, ha affermato di essere la figlia naturale di Ekaterina, ma non venne confermato.

## Ascendenza
|                                         |                                           |                                   | Genitori                                  |  |  | Nonni |  |  | Bisnonni          |  |  | Trisnonni            |  |
|                                         |                                           |                                   |                                           |  |  |       |  |  | Paolo I di Russia |  |  | Pietro III di Russia |  |
|                                         |                                           |                                   |                                           |  |  |       |  |  | Paolo I di Russia |  |  | Pietro III di Russia |  |
|                                         |                                           | Caterina II di Russia             |                                           |  |  |       |  |  | Paolo I di Russia |  |  |                      |  |
| Nicola I di Russia                      |                                           |                                   |                                           |  |  |       |  |  | Paolo I di Russia |  |  |                      |  |
|                                         |                                           | Sofia Dorotea di Württemberg      | Federico II Eugenio di Württemberg        |  |  |       |  |  |                   |  |  |                      |  |
|                                         |                                           | Sofia Dorotea di Württemberg      | Federico II Eugenio di Württemberg        |  |  |       |  |  |                   |  |  |                      |  |
|                                         |                                           | Sofia Dorotea di Württemberg      | Federica Dorotea di Brandeburgo-Schwedt   |  |  |       |  |  |                   |  |  |                      |  |
| Alessandro II di Russia                 |                                           | Sofia Dorotea di Württemberg      |                                           |  |  |       |  |  |                   |  |  |                      |  |
|                                         |                                           | Federico Guglielmo III di Prussia | Federico Guglielmo II di Prussia          |  |  |       |  |  |                   |  |  |                      |  |
|                                         |                                           | Federico Guglielmo III di Prussia | Federico Guglielmo II di Prussia          |  |  |       |  |  |                   |  |  |                      |  |
|                                         |                                           | Federico Guglielmo III di Prussia | Federica Luisa d'Assia-Darmstadt          |  |  |       |  |  |                   |  |  |                      |  |
| Carlotta di Prussia                     |                                           | Federico Guglielmo III di Prussia |                                           |  |  |       |  |  |                   |  |  |                      |  |
|                                         |                                           | Luisa di Meclemburgo-Strelitz     | Carlo II di Meclemburgo-Strelitz          |  |  |       |  |  |                   |  |  |                      |  |
|                                         |                                           | Luisa di Meclemburgo-Strelitz     | Carlo II di Meclemburgo-Strelitz          |  |  |       |  |  |                   |  |  |                      |  |
|                                         |                                           | Luisa di Meclemburgo-Strelitz     | Federica Carolina Luisa d'Assia-Darmstadt |  |  |       |  |  |                   |  |  |                      |  |
| Ekaterina Aleksandrovna Jur'evskaja     |                                           | Luisa di Meclemburgo-Strelitz     |                                           |  |  |       |  |  |                   |  |  |                      |  |
|                                         | Principe Michajl Aleksandrovič Dolgorukov | Principe Aleksandr Dolgorukov     |                                           |  |  |       |  |  |                   |  |  |                      |  |
|                                         | Principe Michajl Aleksandrovič Dolgorukov | Principe Aleksandr Dolgorukov     |                                           |  |  |       |  |  |                   |  |  |                      |  |
|                                         | Principe Michajl Aleksandrovič Dolgorukov | Praskovja Kirillovna Matjuškina   |                                           |  |  |       |  |  |                   |  |  |                      |  |
| Principe Michajl Michajlovič Dolgorukov | Principe Michajl Aleksandrovič Dolgorukov |                                   |                                           |  |  |       |  |  |                   |  |  |                      |  |
|                                         |                                           | Elizaveta Petrovna Bakunina       | Pëtr Vasil'evič Bakunin                   |  |  |       |  |  |                   |  |  |                      |  |
|                                         |                                           | Elizaveta Petrovna Bakunina       | Pëtr Vasil'evič Bakunin                   |  |  |       |  |  |                   |  |  |                      |  |
|                                         |                                           | Elizaveta Petrovna Bakunina       | Anna Sergeevna Tatimjščeva                |  |  |       |  |  |                   |  |  |                      |  |
| Ekaterina Dolgorukova                   |                                           | Elizaveta Petrovna Bakunina       |                                           |  |  |       |  |  |                   |  |  |                      |  |
|                                         |                                           | Gavril Fëdorovič Višnevskij       | Fëdor Višnevskij                          |  |  |       |  |  |                   |  |  |                      |  |
|                                         |                                           | Gavril Fëdorovič Višnevskij       | Fëdor Višnevskij                          |  |  |       |  |  |                   |  |  |                      |  |
|                                         |                                           | Gavril Fëdorovič Višnevskij       | …                                         |  |  |       |  |  |                   |  |  |                      |  |
| Vera Gavrilovna Višnevskaja             |                                           | Gavril Fëdorovič Višnevskij       |                                           |  |  |       |  |  |                   |  |  |                      |  |
|                                         |                                           | …                                 | …                                         |  |  |       |  |  |                   |  |  |                      |  |
|                                         |                                           | …                                 | …                                         |  |  |       |  |  |                   |  |  |                      |  |
|                                         |                                           | …                                 | …                                         |  |  |       |  |  |                   |  |  |                      |  |
|                                         |                                           | …                                 |                                           |  |  |       |  |  |                   |  |  |                      |  |